# Robert Casadesus
Robert Marcel Casadesus (ur. 7 kwietnia 1899 w Paryżu, zm. 19 września 1972 tamże) – francuski pianista i kompozytor.

## Życiorys
Pochodził z rodziny o korzeniach katalońskich. Syn Roberta-Guillaume’a (1878–1940), aktora, kompozytora i śpiewaka. Jego stryj, Francis Casadesus (1870–1954) był kompozytorem, skrzypkiem i dyrygentem. Muzykiem był także jego drugi stryj, Marius Casadesus (1892–1981), z którym później razem występował. W wieku 13 lat rozpoczął studia w Konserwatorium Paryskim, gdzie jego nauczycielami byli Louis Diémer (fortepian) i Xavier Leroux (kompozycja). Pobierał również naukę gry na skrzypcach u Luciena Capeta. Podczas studiów zdobył pierwszą nagrodę w zakresie pianistyki (1913) i harmoniki (1919) oraz Prix Diémer (1921). Po ukończeniu nauki podjął pracę jako wykładowca w konserwatorium w Fontainebleau. Zdobył sobie sławę jako pianista, prowadził intensywną działalność koncertową (występy w Europie oraz obydwu Amerykach). W 1935 roku grał z Filharmonią Nowojorską pod batutą Arturo Toscaniniego. Okres II wojny światowej spędził wraz z rodziną na emigracji w USA, mieszkając w Princeton. Dokonał licznych nagrań płytowych dla wytwórni Columbia Records (z utworami m.in. Chopina, Schumanna, Brahmsa i Beethovena). Do jego uczniów należeli Grant Johannesen i Menahem Pressler.
Występował w duecie ze swoją żoną, poznaną podczas studiów i poślubioną w 1921 roku pianistką Gaby (z d. L’Hotê) oraz skrzypkiem Zino Francescattim. Jego syn, Jean Casadesus (1927–1972), także był pianistą, występował w trio razem z matką i ojcem. Jean zginął w wypadku samochodowym w styczniu 1972 roku, na osiem miesięcy przed śmiercią ojca.
Odznaczony został komandorią Legii Honorowej oraz komandorią belgijskiego Orderu Leopolda.

## Twórczość
Wysoko ceniony jako pianista. W jego repertuarze, obejmującym muzykę od XVII do XX wieku, dominowały utwory kompozytorów francuskich oraz W.A. Mozarta. Przyjaźnił się z Maurice’em Ravelem. Za album z nagraniami kompozycji fortepianowych Ravela otrzymał w 1955 roku nagrodę Grand Prix du Disque.
Skomponował m.in. siedem symfonii, 6 pièces na dwa fortepiany (1938), 24 prèludes na fortepian (1924), trio smyczkowe (1938), dwie sonaty fortepianowe (1947, 1953), koncert na dwa fortepiany i orkiestrę (1950), koncert na trzy fortepiany i orkiestrę smyczkową (1965).